# Hélène Vallier
Pour les articles homonymes, voir Vallier.
Hélène Vallier, née Hélène de Poliakoff, et connue aussi sous le nom de Militza de Poliakoff-Baïdaroff, est une actrice française, née le 2 février 1932 à Paris 8e et morte le 1er août 1988 à Marseille.

## Biographie

### Famille
Son père, Vladimir de Poliakoff, est chanteur d'opéra et sa mère, Militza Envald, danseuse étoile. Vladimir de Poliakoff arrive en France en 1915 en s'engageant pour combattre l'Empire allemand. Mue par ses convictions anarchistes, Militza Envald le rejoint en 1919, fuyant les conséquences de la révolution de 1917.
Quoique tous deux membres de la noblesse provinciale russe, Vladimir de Poliakoff et Militza Envald connaissent des difficultés économiques en France, où le mari travaille comme ouvrier avec ses quatre enfants à charge.
Ils ont quatre filles, qui se sont toutes tournées vers des métiers artistiques :
- Olga (1928-2009) : Olga Varen, réalisatrice à la télévision
- Tania (1930-1980) : Odile Versois, actrice
- Militza (1932-1988) : Hélène Vallier, actrice
- Marina (1938-) : Marina Vlady, actrice

Selon l'édition du 11 juin 1955 de Paris Match, l'initiale V, commune aux quatre pseudonymes choisis avec ses sœurs (Varen, Versois, Vallier et Vlady), serait le V de la victoire.

### Carrière

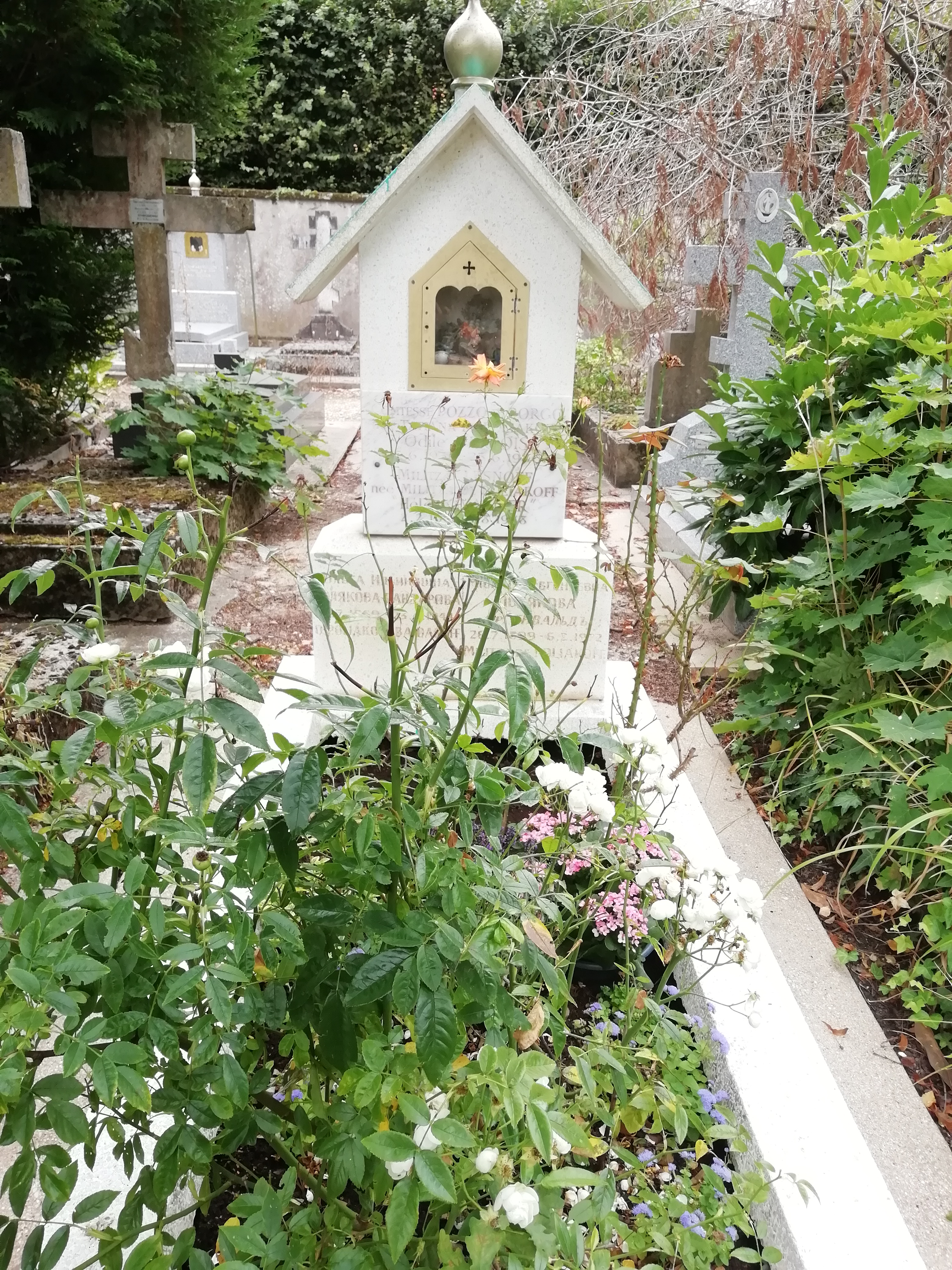
Tombe d'Odile Versois et d'Hélène Vallier au cimetière russe de Sainte-Geneviève-des-Bois.

Hélène Vallier débute comme petit rat à l'Opéra de Paris et se produit, par la suite, au Théâtre des Capucines ainsi qu'à Tabarin, le cabaret de Pigalle.
Elle débute, en reprenant dans Ami-ami le rôle qu'avait créé son autre sœur, Odile Versois. Ensuite, elle joue dans L'homme de joie de Paul Géraldy auprès de Jean-Pierre Aumont, pièce dans laquelle son personnage s'appelait Mireille Vallier, ce qui explique son pseudonyme.
Puis, imposée par Henry de Montherlant, elle joue Celles qu'on prend dans ses bras aux côtés de Victor Francen et Gaby Morlay.
Viennent ensuite : La Jeune Fille, Violaine de Paul Claudel, Les Trois Sœurs et Oncle Vania de Tchekhov, etc.
Elle enseigne le théâtre au Conservatoire d'art dramatique de Saint-Germain-en-Laye.

### Vie privée
Divorcée du comédien Alain Quercy, fils de l'ancien ministre Christian Pineau, elle se remarie avec Michel Lesnoff avec qui elle a trois enfants : Alexandre, Michel et Catherine.
Elle meurt le 1er août 1988 à Marseille d'une hémorragie cérébrale et est inhumée au cimetière russe de Sainte-Geneviève-des-Bois, dans l'Essonne, auprès de ses parents et de sa sœur Odile décédée huit ans plus tôt.

## Théâtre
- 1948 : Celles qu'on prend dans ses bras d'Henry de Montherlant, mise en scène Claude Sainval, Théâtre de la Madeleine
- 1950 : Celles qu'on prend dans ses bras d'Henry de Montherlant, mise en scène Claude Sainval, Théâtre de la Madeleine
- 1951 : Celles qu'on prend dans ses bras d'Henry de Montherlant, mise en scène Claude Sainval, Théâtre des Célestins
- 1952 : Le Joueur d'Ugo Betti, mise en scène André Barsacq, Théâtre de l'Atelier
- 1957 : Vous qui nous jugez de et mise en scène Robert Hossein, Théâtre de l'Œuvre
- 1959 : Les Petits Bourgeois de Maxime Gorki, mise en scène Grégory Chmara, Théâtre de l'Œuvre
- 1960 : Oncle Vania d'Anton Tchekhov, mise en scène Gabriel Monnet, Comédie de Saint-Étienne
- 1963 : Le Misanthrope de Molière, mise en scène Pierre Dux, Théâtre des Célestins
- 1966 : L'Instruction de Peter Weiss, mise en scène Gabriel Garran, Théâtre de la Commune
- 1966 : Les Trois Sœurs d'Anton Tchekhov, mise en scène André Barsacq, Théâtre Hébertot
- 1968 : Les Soldats de Jakob Michael Reinhold Lenz, mise en scène Patrice Chéreau, Théâtre national de Chaillot
- 1969 : Mon destin moqueur d'Anton Tchekhov, mise en scène André Barsacq, Théâtre Hébertot
- 1972 : Les Justes d'Albert Camus, mise en scène Jean Deschamps, Festival de la Cité Carcassonne
- 1973 : Les Justes d'Albert Camus, mise en scène Jean Deschamps, Théâtre national de Nice

## Filmographie

### Cinéma
- 1951 : Onze heures sonnaient (Roma ore 11) de Giuseppe De Santis : Une candidate dactylo
- 1953 : Saadia d'Albert Lewin : Zoubida
- 1953 : Plumes noires (Penne Nere) de Oreste Biancoli : Natalia Cossutti
- 1953 : Raspoutine de Georges Combret : Une infirmière
- 1954 : Le Crâneur de Dimitri Kirsanoff : Paule
- 1955 : Sophie et le Crime de Pierre Gaspard-Huit
- 1956 : Pardonnez nos offenses de Robert Hossein
- 1957 : Méfiez-vous fillettes d'Yves Allégret : Une concierge
- 1959 : Le Dialogue des carmélites de R. L. Bruckberger et Philippe Agostini : Sœur Agathe
- 1969 : La Maison des bories de Jacques Doniol-Valcroze : Marie Louise
- 1969 : La Main d'Henri Glaeser
- 1971 : Le Sauveur de Michel Mardore : La mère de Nanette
- 1972 : Beau Masque de Bernard Paul : Louise
- 1973 : Salut l'artiste d'Yves Robert : La script-girl à Versailles
- 1973 : Toute une vie de Claude Lelouch
- 1975 : Guerre et Amour (Love and Death) de Woody Allen : Madame Wolfe
- 1976 : Le Juge Fayard dit « le Shériff » d'Yves Boisset : La première infirmière
- 1976 : Dernière Sortie avant Roissy de Bernard Paul
- 1977 : Le Portrait de Dorian Gray de Pierre Boutron : Lady Brandon
- 1977 : 500 Grammes de foie de veau d'Henri Glaeser (court métrage)
- 1977 : L'Amour en question d'André Cayatte : L'ex-femme de Dumais
- 1977 : L'Adolescente de Jeanne Moreau : Augusta, la sorcière
- 1978 : L'Argent des autres de Christian de Chalonge : La candidate
- 1981 : Chanel solitaire de George Kaczender : Tante Louise
- 1982 : Boulevard des assassins de Boramy Tioulong : Rita Mondino
- 1986 : Le Caviar rouge de Robert Hossein : La femme à la vidéo no 2

### Télévision
- 1962 : La Dame aux camélias (téléfilm) : Olympe
- 1967 : À Saint-Lazare (téléfilm) : Violette Dupontneuf
- 1972 : Talleyrand ou Le Sphinx incompris de Jean-Paul Roux (téléfilm) : Dorothée
- 1972 : Les Thibault (série télévisée) : Noémie
- 1973 : La difficulté d'être onze (téléfilm) : Mme Castel
- 1973 : Les Cent Livres des Hommes (série télévisée) : Mme Rolland
- 1974 : La Cité crucifiée (téléfilm) : La mère
- 1975 : Les Cinq Dernières Minutes de Claude Loursais, (série télévisée) : Gina
- 1977 : Bergeval père et fils (série télévisée) : Geneviève Bergeval
- 1978 : Messieurs les Jurés : L'Affaire Heurteloup de Boramy Tioulong
- 1978 : Brigade des mineurs (série télévisée) : Alice Vidalon
- 1979 : Il était un musicien (série télévisée) : Mme Prokofiev
- 1979 : Médecins de nuit de Pierre Lary, épisode : Les Margiis (série télévisée) : Mme Rubicoff
- 1979 : Mort d'un prof (téléfilm) : Mme Garenc
- 1980 : Les Amours des années folles (série télévisée) : Antoinette
- 1980 : Il n'y a plus de héros au numéro que vous demandez (téléfilm) : Georgette Petit-Pont
- 1981 : La Vie des autres :  Pomme à l'eau  d'Emmanuel Fonlladosa (série télévisée) : Germaine Rivoit
- 1981 : Le Mécréant de Jean L'Hôte (téléfilm) : Ernestine
- 1982 : L'Adieu aux enfants (téléfilm) : Mme Stefa Wilczynska
- 1982 : Le Secret des andrônes de Samuel Itzkowitch (téléfilm) : Esther Monin
- 1984 : Disparitions (série télévisée) : L'ordonnatrice de la secte
- 1984 : L'Agenda (téléfilm) : Anna
- 1984 : Les Insomnies de Monsieur Plude (téléfilm) de Jean Dasque : Henriette Plude
- 1984 : L'Amour en héritage (Mistral's Daughter) de Douglas Hickox / Kevin Connor, (série télévisée) : Ruth Avigdor
- 1986 : Beate Klarsfeld (téléfilm) : Raissa Klarsfeld

## Doublage

### Cinéma

#### Longs métrages
- 1951[3] : Allons donc, papa ! : Ellen Banks (Joan Bennett)
- 1965 : Opération poker (it) : l'agent russe (Carol Brown)
- 1967 : Casino Royale : la « Nouvelle Arme Secrète » (Daliah Lavi)
- 1967 : F comme Flint : Natasha, la ballerine (Yvonne Craig)
- 1972 : Les Contes de Canterbury : ?
- 1978 : The Big Fix : la tante Sonya (Rita Karin)
- 1979 : Meteor : Tatiana Nikolaevna Donskaya (Natalie Wood)
- 1981 : Les Voisins : Ramona (Cathy Moriarty)
- 1982 : Identification d'une femme : ?
- 1986 : La Brûlure : Vera (Maureen Stapleton)
- 1987 : Noyade interdite : Keli (Laura Betti)
- 1987 : Bagdad Café : Jasmine Münchgstettner (Marianne Sägebrecht)
- 1988 : Poltergeist 3 : Helen (Paty Lombard)

### Télévision

#### Séries télévisées
- Multiples rôles dans Ma sorcière bien-aimée et Jinny de mes rêves
- 1983 : V : Lynn Bernstein (Bonnie Bartlett)
- 1984 : Les Deux font la paire : le sergent Magovich (Rae Allen) (saison 1, épisode 12)